# 着衣水泳
着衣水泳（ちゃくいすいえい）とは、一般的な洋服など日常的に人々が陸上で着ている衣類を着たまま、海や河川、湖、プールなどで泳ぐことである。また、特に水難事故対応策の一つとして行われる際は「UITEMATE」の合言葉または「背浮き」の用語で呼ばれている。

## 概説
日常的に陸上で身につけている衣服を着たまま、水の中で泳ぐことを言う。
水着やウェットスーツなど水中での使用を想定したものを身に着けた状態ならば泳ぎやすいのに対し、陸上用の通常の衣服を身につけている状態では、水の抵抗が大きく泳ぎにくい。身体の動きも制限されるため、たとえ泳ぐことが得意な人間でもしばらくするうちに筋力を使い果たし力尽きて溺れてしまう。水着の場合の適切な身体の動作と、陸上用の衣類を身につけている場合の適切な動作とは大きく異なっており、それらは別個の技能とされる。
そのため水難事故にそなえた護身術として、着衣水泳の訓練が様々な国々で行われている。
一般には、着衣状態で水に入ると衣服が水を吸って重くなると思われがちである。しかしそれは水中から出る際と陸上に上がった後の話であり、実際には着衣状態の方が浮力があって水に浮きやすい。着衣水泳指導では、コートなどを着ていた場合には浮力の面からも保温の面からも脱がないように奨めており、オランダの着衣水泳指導では取り入れられている。
NASAでは、スペースシャトルが地球帰還時に海上に不時着した場合を想定し、宇宙飛行士に対する着衣水泳訓練を行っている。
なお、宗教・文化・習慣などの関係から、もともと水着を使用する習慣が無いなど、むしろ着衣水泳が一般的な国・地域もある。

## 教育現場における着衣水泳
運河の多いオランダやイギリス、オーストラリアなどでは、護身術としての着衣水泳の教育が、競泳よりも重視されている。特にオランダでは、子供が小学校に入学する5歳ごろからスイミングスクールに通わせて、運河に落ちた場合を想定した着衣水泳を習得させる保護者が多い。
それに対して日本は、溺死率がイギリスの約9倍と、欧米諸国に比べて高いことが指摘されており、教育現場での水泳の授業が競泳重視であることが原因ではないかと言われている。
埼玉大学の野沢巌は、キャンプで小学生が川で流される事故を契機に水中における自己保全能力の研究をすすめ、1980年から小学校教員養成課程の水泳の授業に着衣状態の水泳を取り入れ、以降内容を改良しながら毎年実施してきた。
1993年（平成5年）に文部省（当時）が発行した『水泳指導の手引き』において、「学校の諸条件が許せば、児童生徒に着衣したままでの水泳を体験させることは有意義なこと」とし、これにより着衣水泳の学校教育への導入が公的に認められた。
着衣水泳の指導は、河川や湖などでの落水あるいは船の遭難の際に用いる護身術の習得を目指し、泳いで岸までたどり着くか、浮くことで救助隊が到着するまで生き延びる技術の習得を目的とする。ペットボトルや鞄、ビニール袋（ゴミ袋やレジ袋）などを膨らませて、浮き袋の代用品として使用することがある。
教育として行われる着衣水泳には、水泳指導の一部として「要救助者にならないための水中の諸技能を獲得することを目的とする着衣水泳」と、災害対策として「要救助者が安全に救助されることを目的とする着衣水泳」がある。前者は溺れないための基礎水泳技能習得やウォーターセーフティー教育の一環として、後者は水難被災時のシミュレーションとして実施されている。

## その他の状況における着衣水泳
水難事故からの護身術以外のケースで、着衣での遊泳が行われる場合がある。

### 一般的な遊泳として
熱帯や亜熱帯などの低緯度地帯で海水浴を行う場合、強い紫外線を浴びる。また珊瑚礁域では造礁珊瑚の骨格由来の鋭くとがった石灰岩が海岸に多く見られ、肌の露出を少なくしてこれらによる皮膚の損傷を防ぐ為、ラッシュガードの代用としてTシャツなどを着るケースである。
日本では、沖縄県などの陽射しが強い南の島々で、地元の人々は肌の露出を避けるため、着衣で海に入るといい、奄美大島出身の歌手元ちとせによれば、奄美の子どもは水着を持っておらず、学校の休み時間や放課後に、制服のまま海で泳ぐという。
また本土でも海岸や川沿いの地方では、地元の子供が普段着や学校の制服、体操着で水に入る事も少なくない。
宗教、文化の関係から、着衣水泳が一般的である国・地域もある。東アジアから東南アジアにかけては、台湾、タイ、フィリピン、ベトナムなど低緯度地帯の国々だけでなく、韓国でも、男女とも通常の衣服で泳ぐ人々が多いことが知られている。イスラム教国、インド、イスラエルなどでは、女性は宗教上の理由から肌の露出を少なくするために着衣水泳を行う。

### アトラクションにおける着衣水泳
海女
岩手県久慈市では、観光（第三次産業）用の素潜り実演で、着衣水泳化した昭和30年代ごろの海女姿にならった服装を用いている。
水中バレエ
1964年から1997年までよみうりランドで行われていた。4,300トンの水がはられた水深11メートルの巨大な水槽のなかで、レオタードやバレエ衣装チュチュに身を包んだパフォーマーにより、水をテーマにしたミュージカルを上演された。

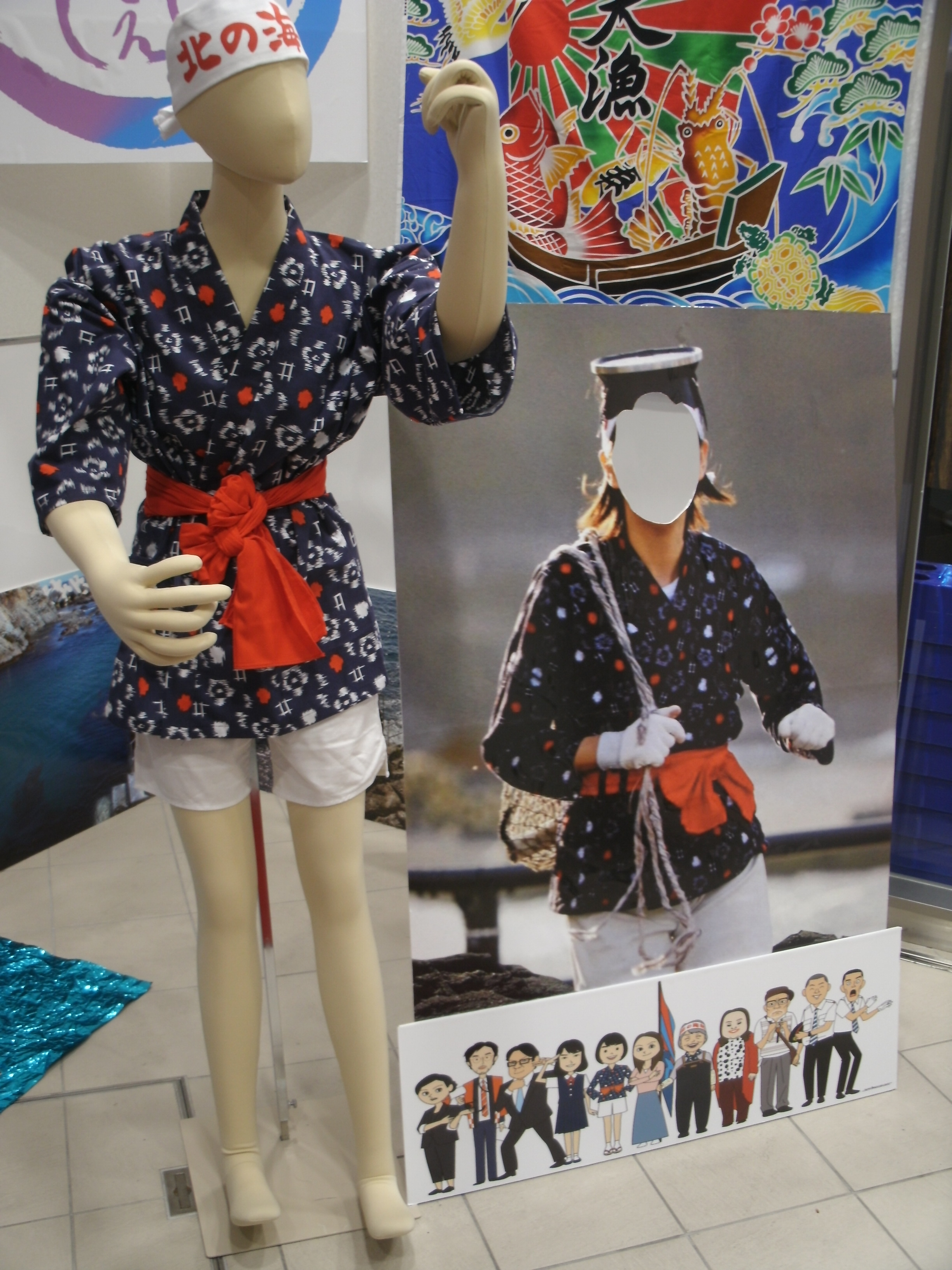
岩手県の海女装束
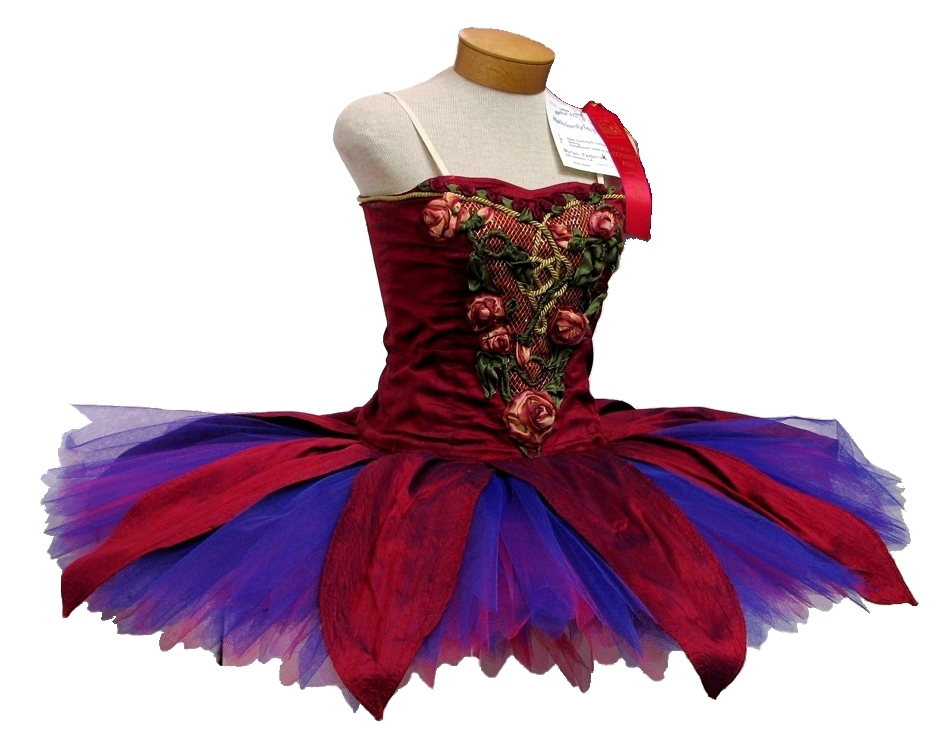
クラシカル・チュチュ

### 日本泳法
日本武術（古武道）である日本泳法の中には、衣や甲冑（兜、鎧）を着用したまま泳ぐ泳法がある。